# 달링강

달링강(영어: Darling River)은 오스트레일리아에서 네 번째로 긴 강이다. 뉴사우스웨일스주 북부의 발원지로부터 뉴사우스웨일스주의 웬트워스에 위치한 머리강으로의 합류점까지의 길이는 1,472 km(915 mi)이다. 가장 긴 지류를 포함할 경우 달링강의 길이는 2,844 km(1,767 mi)로 오스트레일리아에서 가장 긴 강이 된다.
달링강은 오스트레일리아의 아웃백 지역에서 가장 유명한 수로이다. 오늘날 달링강의 환경 상태는 강물의 과도한 사용 · 오염 · 농약 · 긴 가뭄 등으로 인해 좋은 상태가 아니다. 앞으로 수 년 후에는 강물이 거의 흐르지 않게 될 것이라고 여겨지고 있다. 달링강은 염도가 높으며 수질이 악화되어 가고 있다.